# نراواندا پریما
نراواندا چتیچا پریما یک هنرپیشه هندی است که به خاطر کارهایش عمدتاً در کانادا، تلوگو، مالایالام و چند فیلم به زبان تامیل شناخته شده است. او در دهه ۹۰ و اوایل دهه ۲۰ بر صنعت کانادا حکومت کرد و در بسیاری از فیلم‌های موفق تجاری ظاهر شد. او یک بازیگر برجسته کانادایی در آغاز قرن بود و جایزه فیلم دولتی کارناتاکا و جایزه بهترین بازیگر زن فیلم فیر را برای بازی در فیلم‌های کانادایی دریافت کرد.
پرما با جیوان آپاچو ازدواج کرد. او در مارس ۲۰۱۶ در دادگاه خانواده بنگلور درخواست طلاق داد.

## جوایز
- ۱۹۹۶: جایزه دولتی فیلم کارناتاکا برای بهترین بازیگر زن — اوم[۴]
- ۲۰۰۱: جایزه فیلم فیر برای بهترین بازیگر زن - کانادا - کاناسوگارا[۵]

## فیلم‌شناسی
| سال  | فیلم                         | نقش          | زبان     | یادداشت‌ها                                                                                 |
| ---- | ---------------------------- | ------------ | -------- | ----------------------------------------------------------------------------------------- |
| ۱۹۹۵ | ساویاساچی                    | رادها        | کندهای   |                                                                                           |
| ۱۹۹۵ | اوم                          | مادوری       | کندهای   | جایزه فیلم ریاست کرناتاکا برای بهترین بازیگر                                              |
| ۱۹۹۵ | آتا هودگاتا                  | پریما        | کندهای   |                                                                                           |
| ۱۹۹۵ | قدرت پلیس                    |              | کندهای   |                                                                                           |
| ۱۹۹۶ | نامور Mandara Hoove          | سوما         | کندهای   | جایزه فیلم "اودایاً برای بهترین بازیگر                                                     |
| ۱۹۹۶ | شاهزاده                      | سواران       | مالا لیم |                                                                                           |
| ۱۹۹۶ | چکرم دارما                   | سورکاه       | تلوگو    |                                                                                           |
| ۱۹۹۶ | ججادکا ویرود                 |              | تلوگو    |                                                                                           |
| ۱۹۹۶ | آدریندی گورو                 |              | تلوگو    |                                                                                           |
| ۱۹۹۷ | آتا نی کدوکو جاگراتا         |              | تلوگو    |                                                                                           |
| ۱۹۹۷ | کوروکونا پریود               | پریا         | تلوگو    |                                                                                           |
| ۱۹۹۷ | شیلیکاد                      | لیکتا        | تلوگو    |                                                                                           |
| ۱۹۹۷ | اومکرام                      | مادو         | تلوگو    |                                                                                           |
| ۱۹۹۷ | الارانتhalla نان گاندا       | نتر          | کندهای   |                                                                                           |
| ۱۹۹۸ | توتا متا                     | پوجا         | کندهای   |                                                                                           |
| ۱۹۹۸ | کاوراوا                      |              | کندهای   |                                                                                           |
| ۱۹۹۸ | شانتی شانتی شانتی            | سوزی         | کندهای   |                                                                                           |
| ۱۹۹۸ | "معاشره آویدا"               | مینا         | تلوگو    |                                                                                           |
| ۱۹۹۸ | ددهرگا سومنگلی               |              | تلوگو    |                                                                                           |
| ۱۹۹۸ | کانگالین وارتاگال            | جاناکی       | تامل     |                                                                                           |
| ۱۹۹۹ | چندراموکی پرناساکی           | ساهانا       | کندهای   | جایزه سینما اکسپرس برای بهترین بازیگر                                                     |
| ۱۹۹۹ | چندرودایا                    | دیویا        | کندهای   |                                                                                           |
| ۱۹۹۹ | نانو نانا هندثiru            | منیشا        | کندهای   |                                                                                           |
| ۱۹۹۹ | اپندرا                       | سواتی        | کندهای   |                                                                                           |
| ۱۹۹۹ | Z                            | پریما        | کندهای   |                                                                                           |
| ۱۹۹۹ | الهه                         | دوی (الهه)   | تلوگو    | جایزه فیلم دوقلوها برای بهترین بازیگر                                                     |
| ۱۹۹۹ | راگوایا گاری ابای            |              | تلوگو    |                                                                                           |
| ۲۰۰۰ | ناگا دیوتا                   | ناگالاکشم    | کندهای   |                                                                                           |
| ۲۰۰۰ | بازار مایا                   |              | کندهای   |                                                                                           |
| ۲۰۰۰ | نوف کاویلی                   | کامیو        | تلوگو    |                                                                                           |
| ۲۰۰۰ | مهمات! اوکاتو تارِکُو          | دناالاکشم    | تلوگو    |                                                                                           |
| ۲۰۰۰ | "اِی ثارام نهرو"              | سومنجلی      | تلوگو    |                                                                                           |
| ۲۰۰۰ | راعالسمی رامانا چودری        | ناگاسولوشانا | تلوگو    |                                                                                           |
| ۲۰۰۰ | نانالوال نانالوال            | چاندو        | کندهای   | جایزه فیلم آسیانیت کاوری برای بهترین بازیگر (همچنین برای یاجامانا و چندرامیکی Pranasakhi) |
| ۲۰۰۰ | چیرو نوفوتو                  | ارونا        | تلوگو    |                                                                                           |
| ۲۰۰۰ | اوتراد درودیم دکشینا درودوکو | نندینی       | کندهای   |                                                                                           |
| ۲۰۰۰ | یاجامانا                     | سانجتا       | کندهای   | جایزه فیلم ETV برای بهترین بازیگر                                                         |
| ۲۰۰۰ | دیوتی مامان                  | آنجلی        | مالا لیم |                                                                                           |
| ۲۰۰۰ | گاجینا مان                   |              | کندهای   |                                                                                           |
| ۲۰۰۱ | انجلی گیتانجلی               | آنجلی        | کندهای   |                                                                                           |
| ۲۰۰۱ | کاناسوغارا                   | سانجتا       | کندهای   | جایزه فیلمفایر برای بهترین بازیگر - کانادایی                                              |
| ۲۰۰۱ | شماره اول                    |              | کندهای   |                                                                                           |
| ۲۰۰۱ | کوتیگالو سار کوتیگولو        | لالیتا       | کندهای   |                                                                                           |
| ۲۰۰۱ | گراما دیوتی                  | کاوری        | کندهای   |                                                                                           |
| ۲۰۰۱ | نیلامبار                     |              | کندهای   |                                                                                           |
| ۲۰۰۱ | پریماتو را                   | سندیا        | تلوگو    |                                                                                           |
| ۲۰۰۱ | دیوید پترودو                 | خدایی        | تلوگو    |                                                                                           |
| ۲۰۰۲ | پاروا                        | سوما         | کندهای   |                                                                                           |
| ۲۰۰۲ | مُتُو                          | سرسوتی       | کندهای   | [ ۷ ]                                                                                     |
| ۲۰۰۲ | "چلوی"                       | "چلوی"       | کندهای   |                                                                                           |
| ۲۰۰۲ | تپوری                        |              | کندهای   |                                                                                           |
| ۲۰۰۲ | جمندارو                      |              | کندهای   |                                                                                           |
| ۲۰۰۲ | بالارا                       | سوانتی       | کندهای   |                                                                                           |
| ۲۰۰۲ | پریما                        | پریما        | کندهای   |                                                                                           |
| ۲۰۰۲ | کمبالهالی                    |              | کندهای   |                                                                                           |
| ۲۰۰۲ | سنگاراوروا                   | سنگارافا     | کندهای   |                                                                                           |
| ۲۰۰۲ | مارما                        | سودا         | کندهای   |                                                                                           |
| ۲۰۰۳ | مورو ماناسو نورو کاناسو      |              | کندهای   |                                                                                           |
| ۲۰۰۳ | آی نان بشیما کانو            |              | کندهای   |                                                                                           |
| ۲۰۰۳ | سری رنوکا دیو                |              | کندهای   |                                                                                           |
| ۲۰۰۳ | آنند نایلای                  |              | کندهای   |                                                                                           |
| ۲۰۰۳ | وجایاداشمی                   |              | کندهای   |                                                                                           |
| ۲۰۰۳ | لاوی پاساگالی                |              | کندهای   |                                                                                           |
| ۲۰۰۳ | جاناکی ازدواج کرد سریرام     | پریما        | تلوگو    |                                                                                           |
| ۲۰۰۴ | آفتامیترا                    | سومیا        | کندهای   |                                                                                           |
| ۲۰۰۴ | آژگسان                       | نندنی        | تامل     |                                                                                           |
| ۲۰۰۵ | بازرس جانسی                  | جانسی        | کندهای   |                                                                                           |
| ۲۰۰۵ | پاندو رانگا ویتالا           | پریما        | کندهای   |                                                                                           |
| ۲۰۰۵ | دیدی ابراهیم                 | ناگ دیو      | تلوگو    |                                                                                           |
| ۲۰۰۵ | آیوودی                       | جوتی         | تلوگو    |                                                                                           |
| ۲۰۰۶ | یک آ ای ای                   |              | کندهای   |                                                                                           |
| ۲۰۰۷ | اکوادانت                     | بختی         | کندهای   |                                                                                           |
| ۲۰۰۷ | "کشان کشان"                  | فالوگونی     | کندهای   |                                                                                           |
| ۲۰۰۷ | دیدی                         | همسر شانکر   | تلوگو    |                                                                                           |
| ۲۰۰۸ | سندرکاندا                    | سیتا         | تلوگو    |                                                                                           |
| ۲۰۰۸ | کرشنارجونا                   |              | تلوگو    |                                                                                           |
| ۲۰۰۸ | نواسختی ویهاب                | چمندهشواری   | کندهای   |                                                                                           |
| ۲۰۰۹ | آنجانی پترودو                |              | تلوگو    |                                                                                           |
| ۲۰۰۹ | شیشیرا                       |              | کندهای   |                                                                                           |
| ۲۰۱۷ | اپندرا مات با                | ساتیاباما    | کندهای   | [ ۸ ]                                                                                     |
| ۲۰۲۲ | هدیه عروسی                   | پریما        | کندهای   |                                                                                           |
| ۲۰۲۳ | اسم من شورتی است             |              | تلوگو    |                                                                                           |